# Husinka
Husinka es un pueblo ubicado en la gmina Biała Podlaska, distrito de Biała Podlaska, voivodato de Lublin, Polonia.

## Superficie
Cuenta con una superficie de 11,42 kilómetros cuadrados.

## Demografía
Hasta 2011 la población era de 116 habitantes, con una densidad de población de 10,16 habitantes por kilómetro cuadrado. Estaba conformada por 57 hombres (49,1%) y 59 mujeres (50,9%), según el censo de la Oficina Central de Estadística.